# 9461 Cotingkeh
9461 Cotingkeh è un asteroide della fascia principale. Scoperto nel 1998, presenta un'orbita caratterizzata da un semiasse maggiore pari a 2,7415000 au e da un'eccentricità di 0,0412060, inclinata di 1,21892° rispetto all'eclittica.